# NGC 2525
NGC 2525是位於船尾座的一個棒旋星系。它距離地球約7,000萬光年，考慮到它的表觀尺寸，這意味著NGC 2525的直徑約為60,000光年。它是威廉·赫歇爾於1791年2月23日發現的。
該星系有一個棒和兩個表面亮度很高的主螺旋臂。在螺旋臂中觀察到電離氫區（HII區域）。星系中最亮的恆星視星等在22等左右，它的核心又小又亮。據推測，星系中心有一個超大質量黑洞，根據旋臂傾角，估計其年齡在110萬至4,400萬年之間。

## SN 2018gv

超新星SN 2018gv的光變曲線。

在NGC 2525中曾經觀測到一顆超新星：SN 2018gv。它於2018年1月15日被發現，視星等為16.5等，在最大值前10到15天，它在光譜上被鑒定為Ia超新星。ATLAS也在2018年1月14.5 UT觀測到了這顆超新星，星等為18.1。在發布的超新星影片中，它的峰值達到了12.8等。

## 外部連結
- WikiSky上关于NGC 2525的内容：DSS2, SDSS, GALEX, IRAS, 氢α, X射线, 天文照片, 天图, 文章和图片
- NGC 2525 on SIMBAD （页面存档备份，存于）